# 渋谷スクランブル交差点

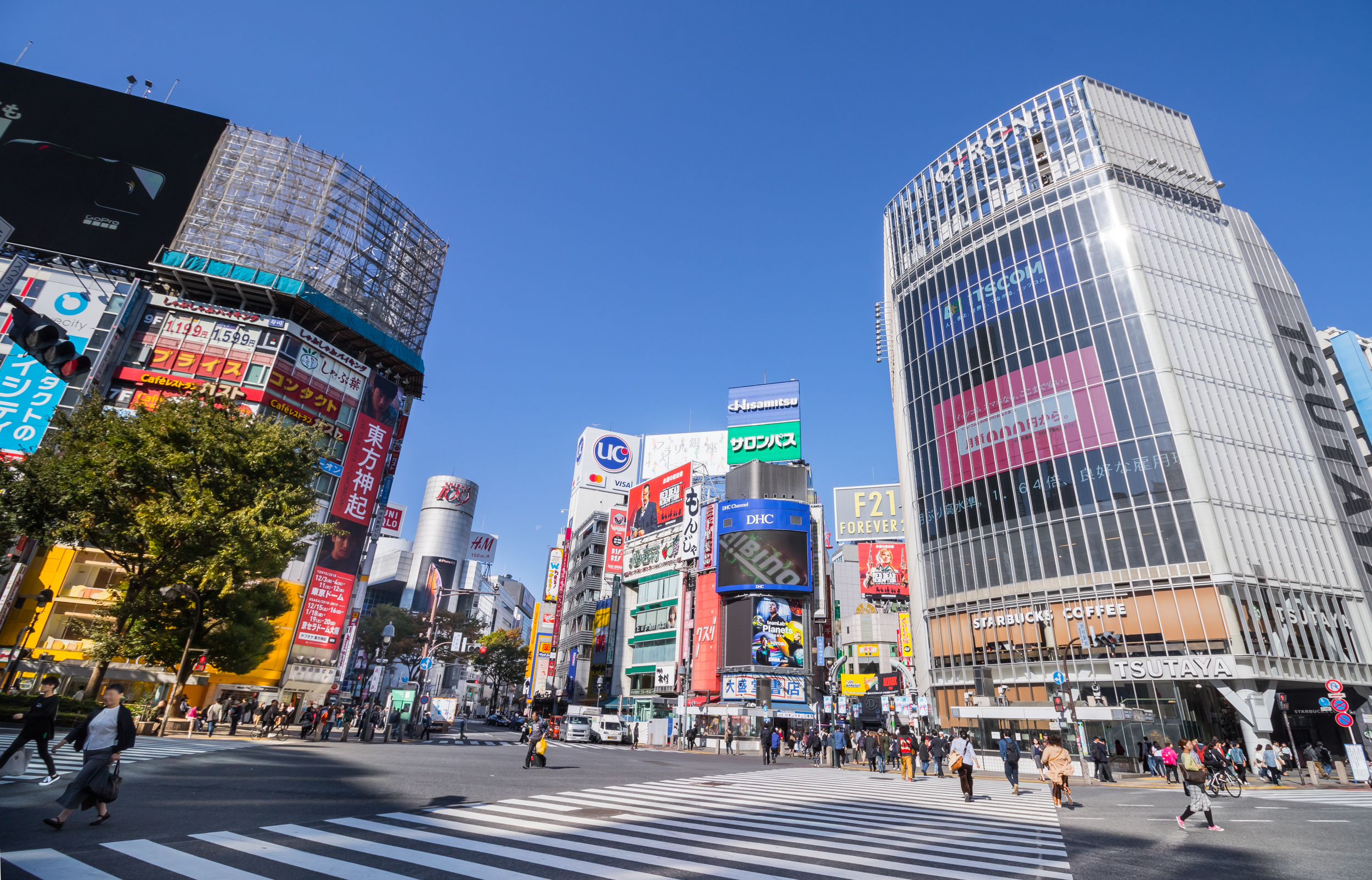
西側、渋谷109（左）とQFRONT（2018年）

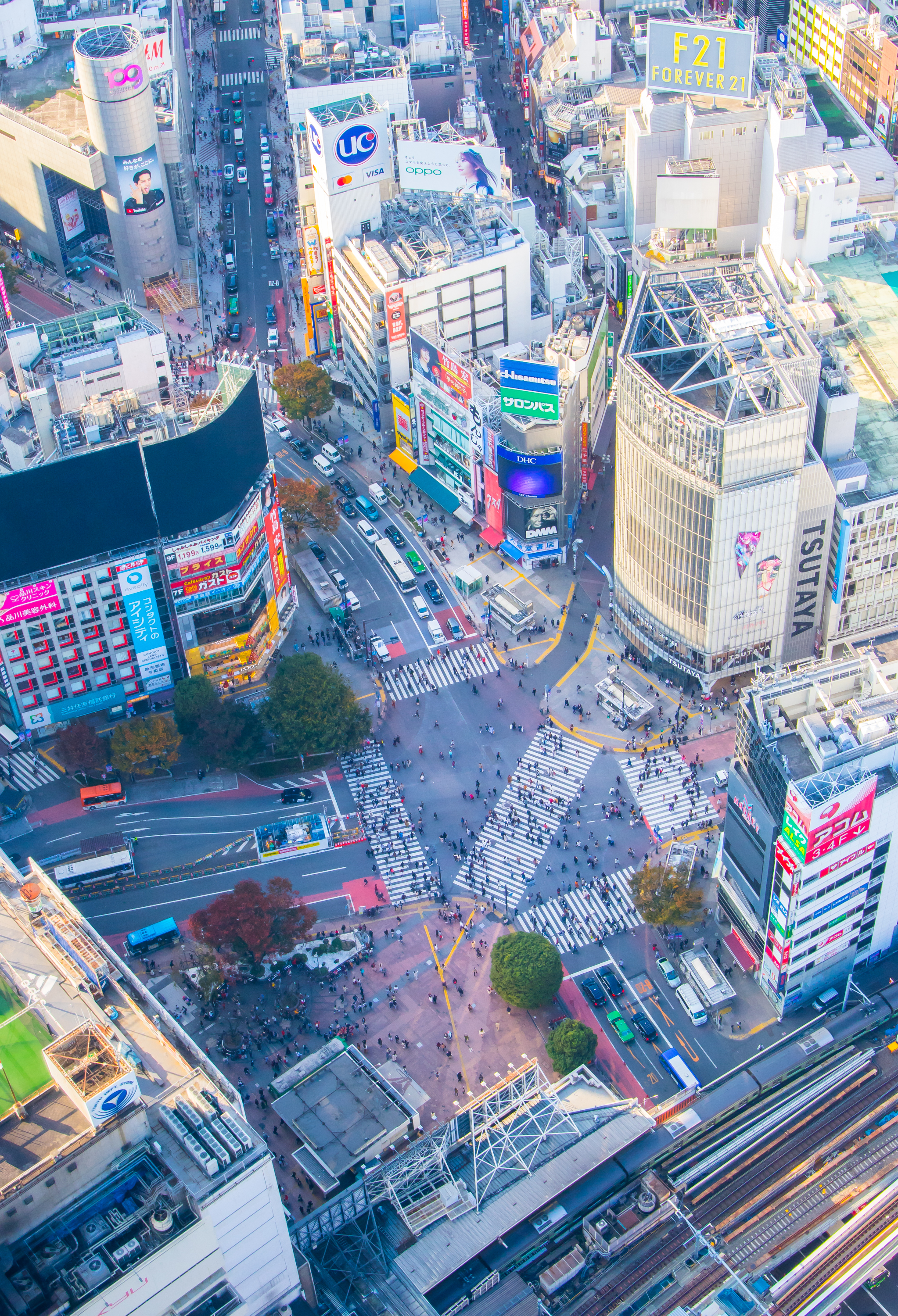
渋谷スクランブルスクエアのSHIBUYA SKYより（2019年）

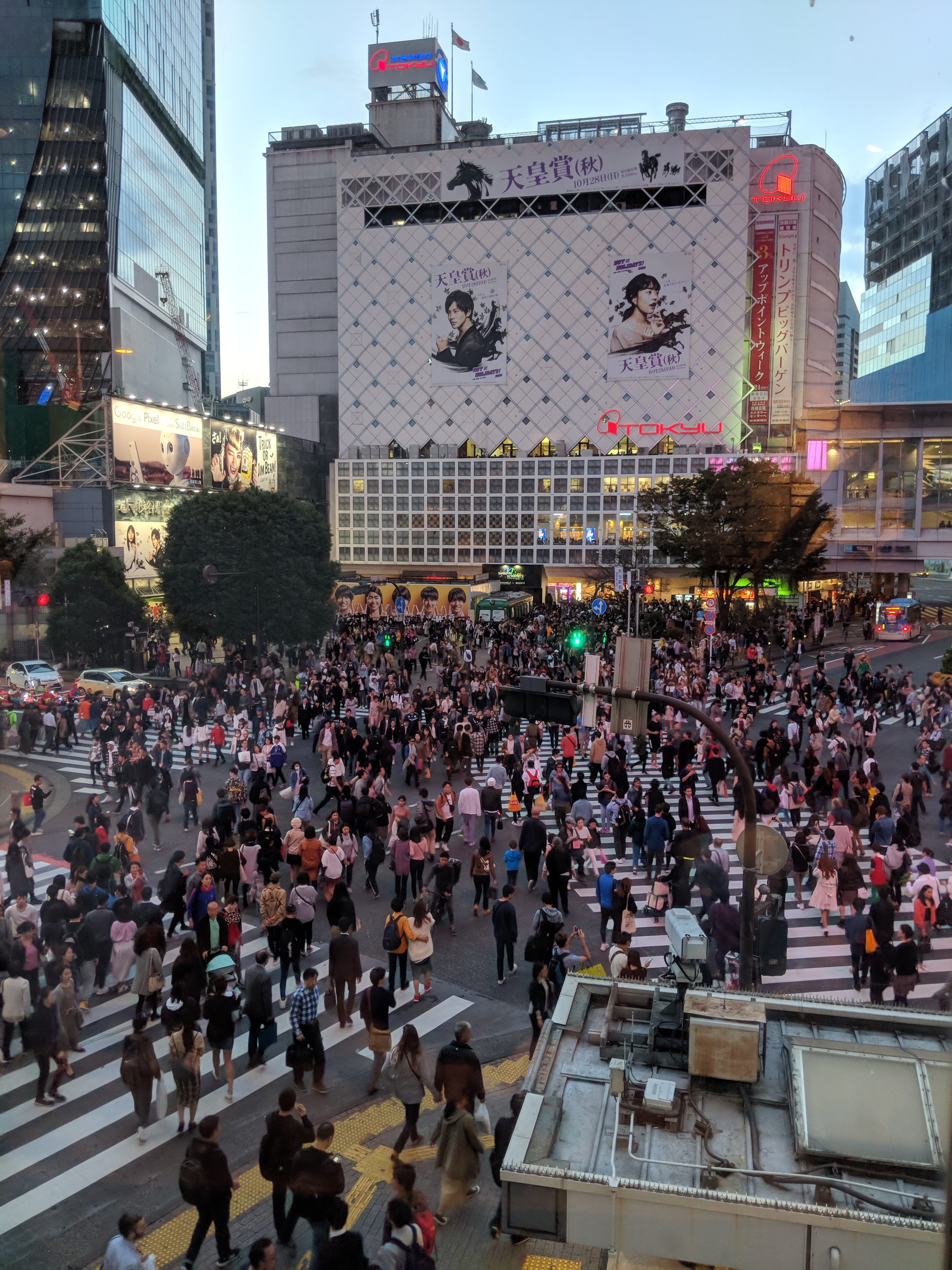
南東側（2018年）

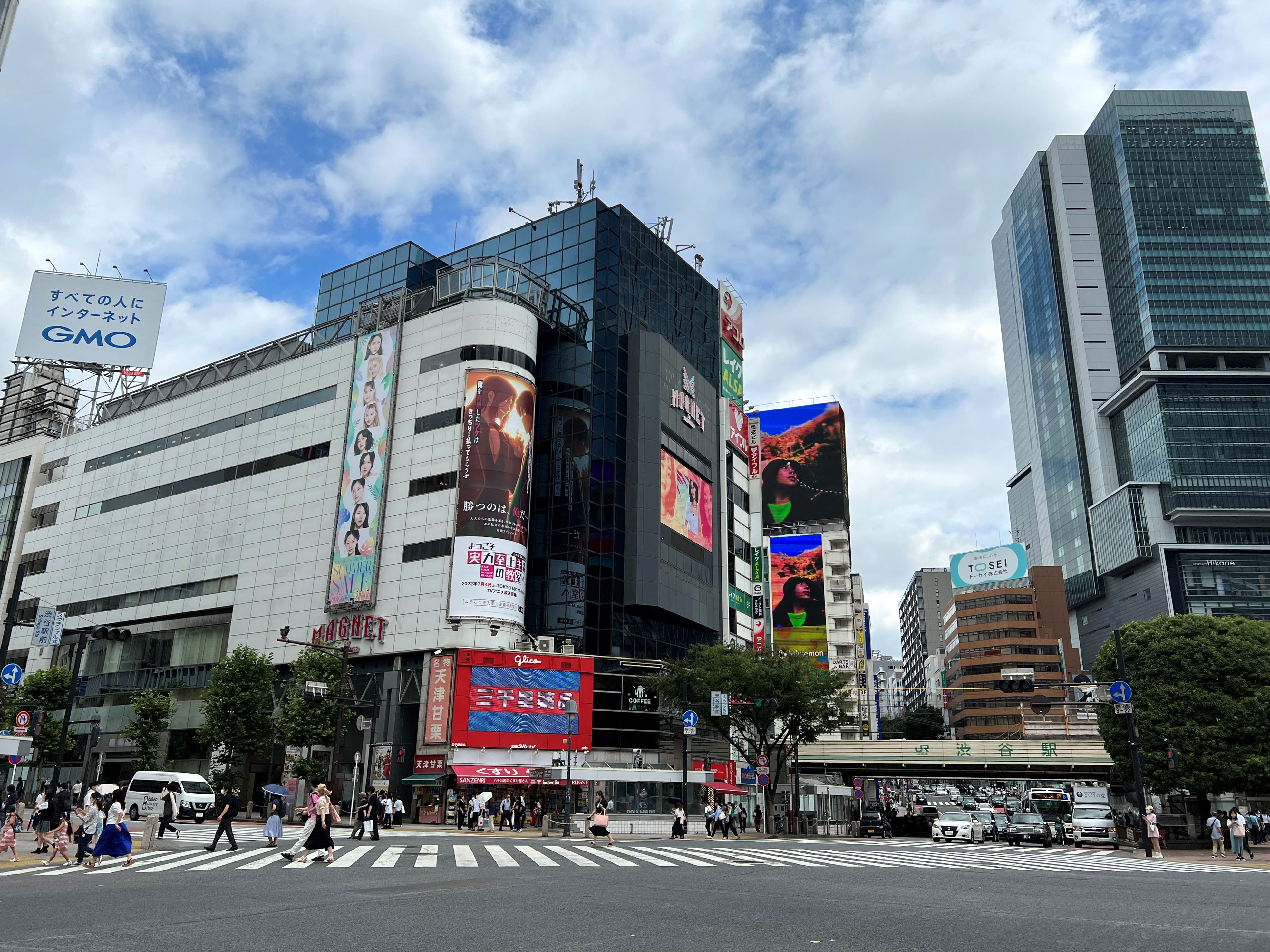
北東側（2022年）

渋谷スクランブル交差点（しぶやスクランブルこうさてん）は、東京都渋谷区の東日本旅客鉄道（JR東日本）渋谷駅の北西側にあるスクランブル交差点の通称。正式名称は渋谷駅前交差点で、「渋谷駅前のスクランブル交差点」などの表記もある。
東京都内屈指の繁華街であり流行の発信地でもある渋谷で最も人が多く行き交う場所で、全国放送のニュース番組や天気予報で頻繁にテレビ中継されることから全国的な知名度は非常に高く、まさに東京都を象徴する存在として「世界で最も有名な交差点」ともいわれている。
また、1回の歩行青信号で1000人以上が行き交うため「世界で最も混雑している交差点」ともいわれる。
日本における流行の発信地であるとともに、外国人観光客に人気のスポットでもある。

## 立地
宮益坂から道玄坂に至る東西の通りと、渋谷駅西口駅前から渋谷公園通りに至る南北の通りが交わる位置にあり、さらに北西方向に渋谷センター街が伸びた五叉路となっており、計10本の車線が交差し、5本の横断歩道が引かれている。周囲を含め渋谷区に所在しており、北西側が宇田川町、北東側が神南一丁目、南側が道玄坂二丁目となる。歩行者にとってここは、渋谷駅ハチ公改札を出てすぐのハチ公前広場と、道玄坂、センター街、公園通りなど各方面の繁華スポットを連絡する交通の要所であり、渋谷で最も混み合う地点になっている。唯一斜め方向の横断歩道がある南東角（ハチ公前広場）から北西角（QFRONT前）までの距離は約36メートルあり、世界有数の巨大交差点である。1973年にスクランブル化された。
交差点南東の広場には忠犬ハチ公像があり、ハチ公前広場は渋谷のシンボルであるとともに、広場とJR渋谷駅ハチ公改札前は待ち合わせ場所の定番ともなっている。また2006年に通称「青ガエル」と呼ばれる、東急電鉄の旧5000系鉄道車両が設置され、外国人観光客の急増に対応するため2013年から外国人向け観光案内所が設けられていた。なお、この車両は2020年8月3日に、ハチ公の生誕地である秋田県大館市へと移設された。
交差点から南へ向かうと、渋谷駅西口と駅前バスターミナルがあり、そこに面して、これも待ち合わせ場所とされる事の多いモヤイ像が置かれている。
交差点の南西角は、複合ビルの渋谷駅前ビルが建ち、2018年時点で仏コスメブランドのロクシタン直営店やファミリーレストランのガストなどが入居している。
交差点から西へ向かうとすぐに渋谷109を正面に見る三差路（道玄坂下交差点）となり、左が道玄坂、右が文化村通りとなる。
交差点の北西角は、ハチ公前広場から最も目につきやすい位置にある。その絶好の立地に建つ地上8階建ての商業施設QFRONTは、正面全体のガラス壁面に「Q'S EYE」と呼ばれる大型デジタルサイネージを埋め込み、両側面の壁は「Q'S wall」と呼ばれる大型広告ボードになっている。建物内には、書店・ソフトレンタル店の TSUTAYAやコーヒーショップのスターバックスなどが入居している。QFRONTの左脇がセンター街入口、さらにその向かいに大盛堂書店がある。
交差点から北へ向かうと、渋谷西武や公園通り、ファイヤー通り方面へと出る。
交差点の北東角には、1962年から2024年12月31日まで、薬・化粧品のディスカウントストア三千里薬品 神南店が62年にわたり店を構えていた。左隣で甘栗を販売する天津甘栗も同年の開業であり、かつては三千里薬品で一定額以上の買い物をするとその甘栗の引換券を貰えた。三千里薬品の上の商業施設  MAGNET by SHIBUYA109 は、この交差点をほぼ真上から間近に見下ろせる絶好の撮影スポットとされる。
交差点から東へ向かうと、JR線のガードをくぐり宮益坂へと向かう。
交差点の真下には渋谷地下街（しぶちか）が広がり、その真下の地下駅（渋谷駅）で東急田園都市線と東京メトロ半蔵門線が東西に接続している。

## 交通量
世界一混み合う交差点として知られており、早朝・深夜を問わず人通りが絶えることはほとんど無い。逆に自動車の交通渋滞はラッシュ時であろうと滅多に起きない。
交差点を渡る歩行者の具体的な数は、2016年の渋谷センター街のウェブサイトによると1回の青信号（2分間隔）で多いときに3,000人、2014年の渋谷再開発協会の流動計測調査を基に算定すると平日26万人・休日39万人、あるいは多い時で1日50万人、2012年の SOTO 屋外メディア総合調査によると1週間に150万人、など諸説ある。

## 屋外広告

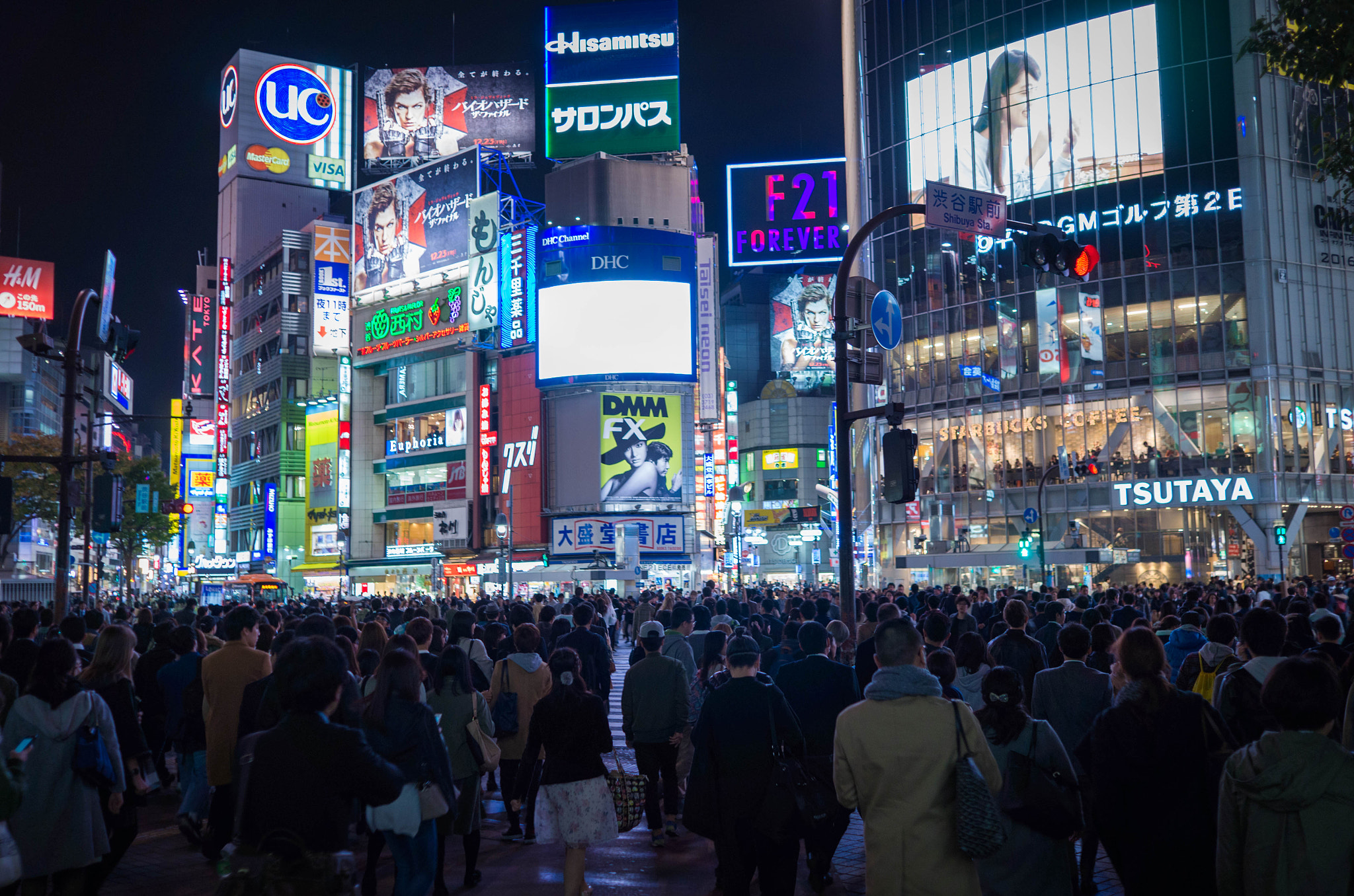
北西側の夜景（2016年）

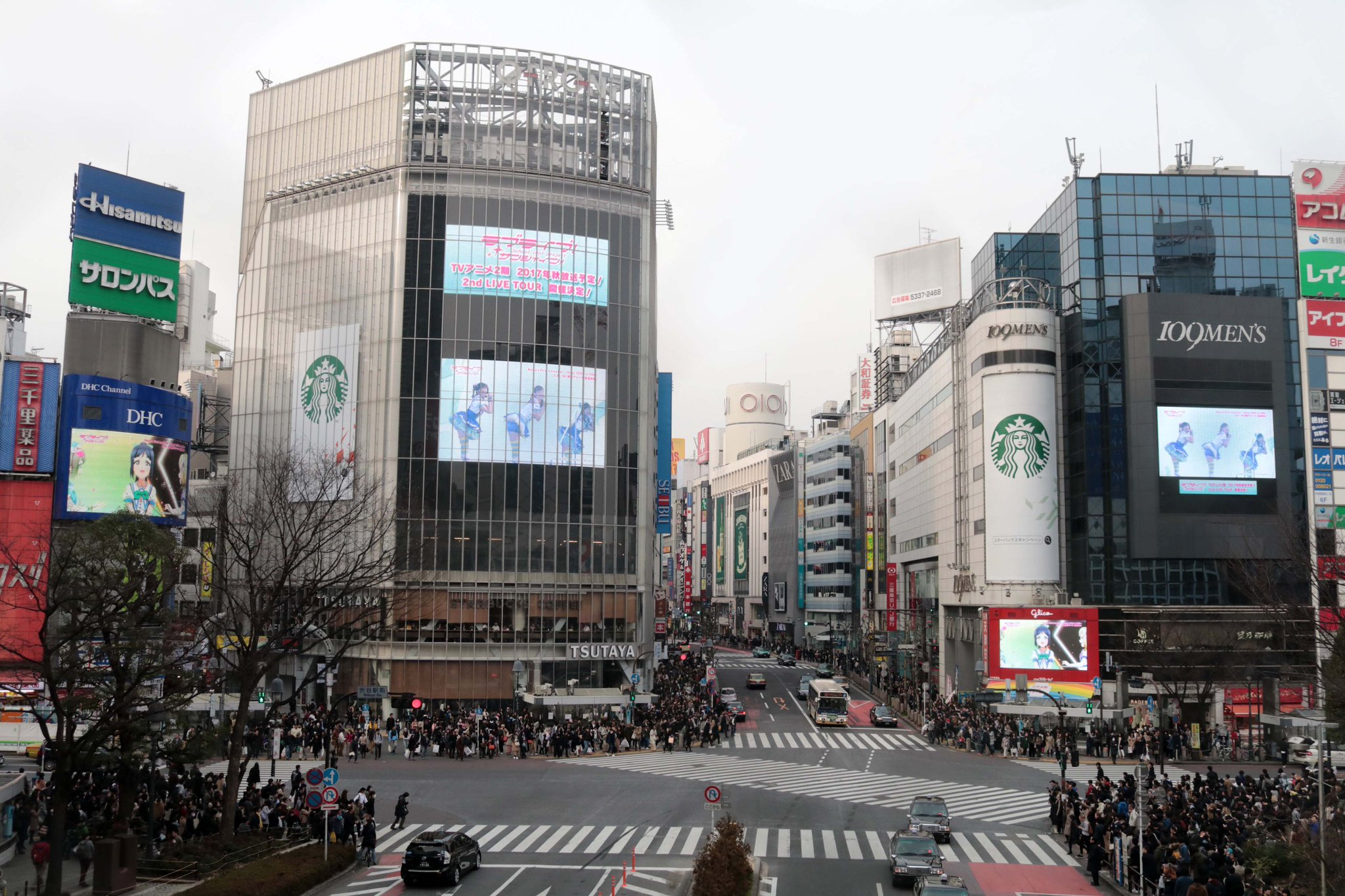
渋谷スクランブル交差点にある屋外用デジタルサイネージ4面。左から「DHCチャンネル」「Q'S EYE」「グリコビジョン」「109フォーラムビジョン」。

この交差点ではつねに膨大な人数が通行していることから、設置する広告の露出効果は極めて高く、日本における屋外広告の代表的スポットになっている。交差点の周囲には屋外広告が林立し、映像を流し続ける何枚もの大型屋外ビジョン（デジタルサイネージ）からは音楽や宣伝コピーが鳴り響き、映画監督のソフィア・コッポラはその光景を「まるで『ブレードランナー』のようだ」と表現した。
2019年時点で6面の大型屋外ビジョンが交差点を取り囲むように配置され、信号待ちをする通行人へ向けて日夜コマーシャル映像やミュージックビデオを流し続けている。ハチ公前広場から見て左から、大外ビル屋上の「シブハチヒットビジョン」、渋谷駅前ビル屋上の「渋谷駅前ビジョン」、大盛堂書店の「DHC Channel」、QFRONTのガラス壁面内に埋め込まれた「Q'S EYE」、三千里薬品の「グリコビジョン」、MAGNET by SHIBUYA109 壁面の「109フォーラムビジョン」がある。
例えば「シブハチヒットビジョン」は、1日あたり4.25時間の露出を1週間分として、出稿料は約300万円となっている（2014年時点）。また東急東横店の北側壁面の巨大広告は2週間の買い切りで1400万円（2016年時点）と破格の高さだが、広告代理店の東急エージェンシーによると「ずっと空きがない」という。

## 誘引力と迷惑問題・法的規制

### 訪日観光客
この交差点は、東京名所の一つ“Shibuya Crossing”として海外の多くの観光ガイドで紹介され、訪日観光客にとって有名観光スポットになっている。タイムズスクエアがアメリカ合衆国ニューヨーク市の顔として知られるように、この交差点は東京、ひいては日本を代表する情景として、広く世界的に知られている。交差点の歩行者用信号が青になった途端、四方から押し寄せる夥しい群衆がぶつかることなく整然とそれぞれの方向へ散ってゆく様子は、首都圏に住む日本人にとっては気にも留めない一風景に過ぎないが、外国人の目には秩序を好む日本人らしさの象徴と新鮮に映るようで、わざわざこの交差点を見に来る人は後を絶たず、交差点周辺で写真や動画を撮る外国人の姿が普段からよく見られる。
この交差点が海外へ広く知られるようになったきっかけは、ソフィア・コッポラが監督した2003年の映画『ロスト・イン・トランスレーション』のロケ地の一つとなったことに遡り、ラインプロデューサーを務めた井上潔によるとこの映画が「日本のイメージとしての渋谷を、広く海外へと知らしめる契機となった」。その後、この交差点は東京を代表するロケーションとして日本映画のみならず多くの海外映画にも登場するようになり（例えば2006年の『バベル』、2006年の『ワイルド・スピードX3 TOKYO DRIFT』、2010年の『バイオハザード4』など）、ほか様々なテレビドラマやプロモーションビデオのロケ地にもなっている。
2016年リオデジャネイロオリンピックの閉会式のフラッグハンドオーバーセレモニーで紹介された次回開催地・東京を紹介する映像パート「WARMING UP! TOKYO 2020」では、冒頭で体操選手の土橋ココがこの交差点でゆかの演技（タンブリング）をするシーンからスタートし、さらには最終盤ではドラえもんがスクランブル交差点に建てた土管にマリオが飛び込んでリオデジャネイロに向かうという形で、東京を代表するロケーションとして紹介されている。

### 日本人・内国人訪問者

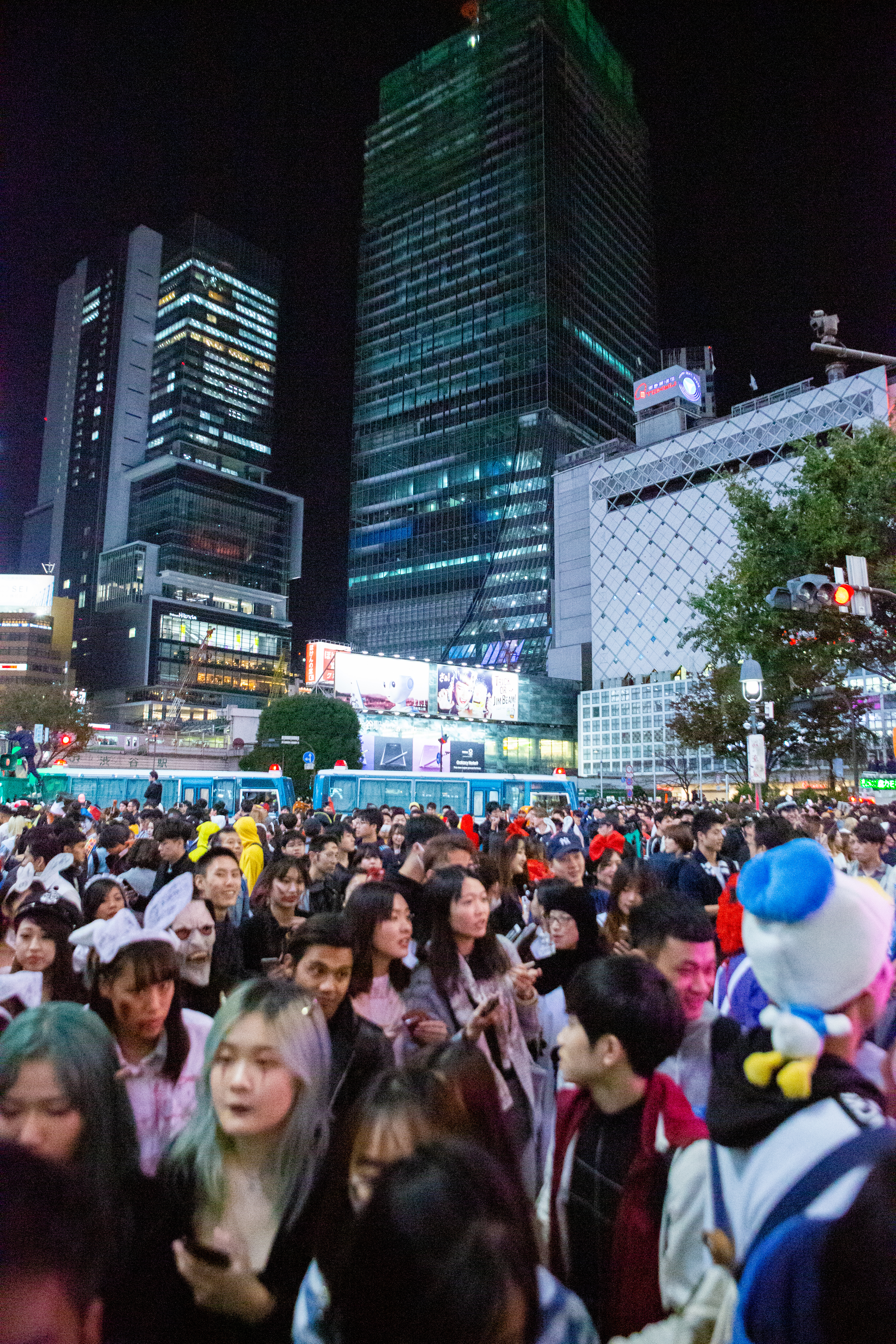
ハロウィンの夜（2018年）

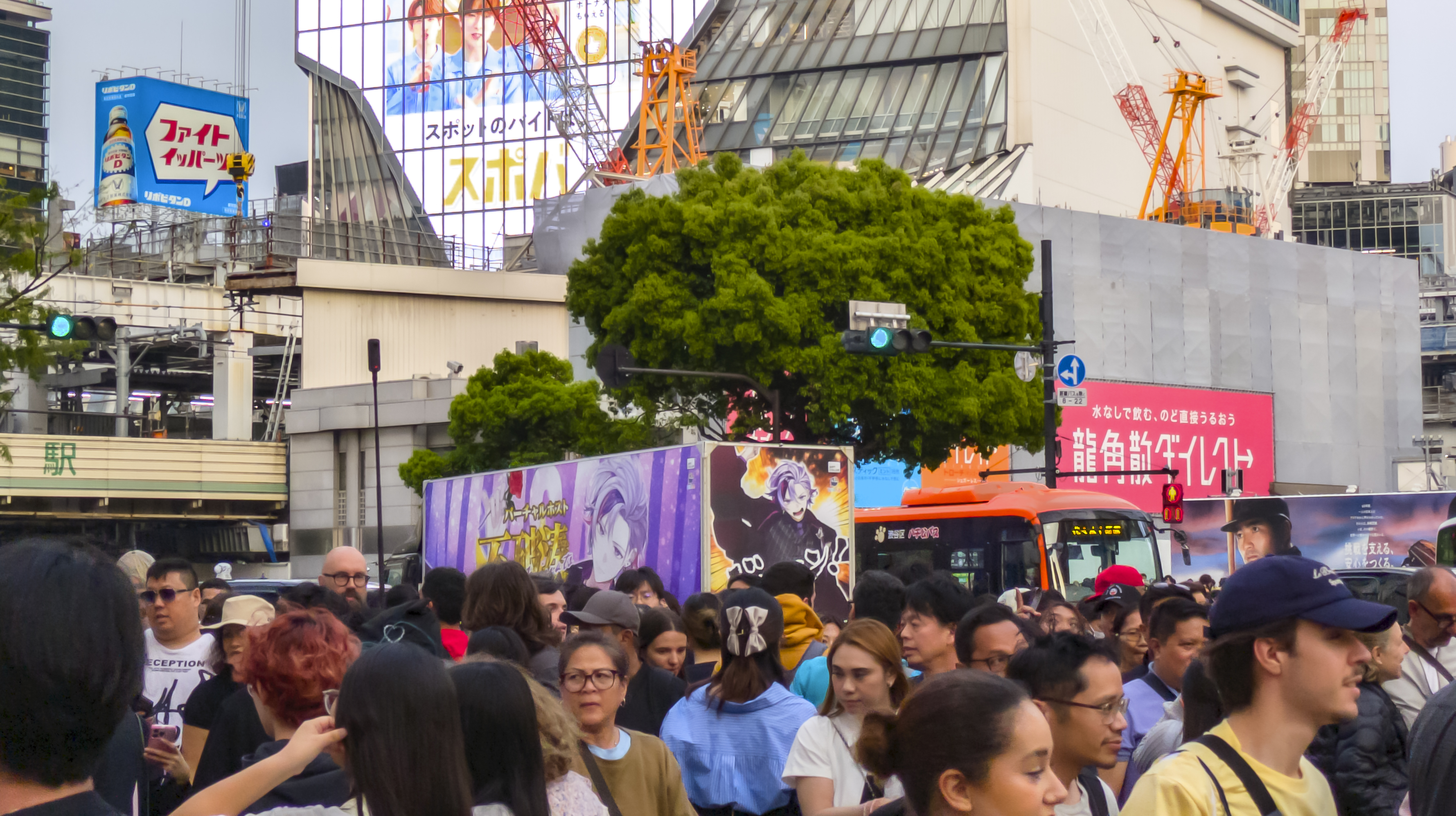
訪日外国人が多数行きかう様子（2025年）

この交差点は21世紀になってから、大晦日、サッカーW杯、ハロウィンといった「イベント」の際に、区外から若年層らが集ってお祭り騒ぎし、迷惑となる場になった。それらは当初は行政や商工団体などが働きかけたものではなく、自然発生的に始まった現象であった。渋谷に「イベント」ごとに集まるのは近辺を生活圏とする地元住民でなく、ほとんどが他所から渋谷へ訪れてくる人々であり、付近の店舗にも金銭消費還元もしない迷惑者が占める。付近の店舗運営目線では、ハロウィンのケースならば18時頃から、路上の混雑でお店に入れない状態となるので営業自体が困難になる。飲酒規制開始後も、23時頃以降には、泥酔した迷惑客による店舗敷地内への排泄物の放置、割れた瓶やゴミの散乱等の被害が例年酷いことが問題になっている。そのため、「ハロウィーン騒動」が無くならないと「安心しての営業活動」は出来なくなっている。「イベント」時には、交差点の周囲は、祭りの当事者として盛り上がる者、それを取り巻いて見物する者、やり過ごして通り過ぎる者でごったがえす非日常空間と化す。その様子が渋谷の賑わいの象徴としてマスメディアやSNSで拡散することにより、さらに多くの人が刺激を求めてこの交差点へ集まるようになった。大晦日のカウントダウンでこの交差点に毎年人が集まるようになったのがいつ頃からかははっきりしないが、少なくとも2000年の大晦日深夜（21世紀前夜）にあったことは確認できる。2009年、2010年、2011年にカウントダウンの現場を訪れたフィールド調査では、いずれも外国人の割合が明らかに多く、カウントダウンイベントは無いにもかかわらず、タイムズスクエアでのような盛大なイベントを期待しているかのようだった。2018年の時はこの交差点は歩行者天国となり、様々なイベントが催され、カウントダウン時にはハチ公前広場が満員の人だかりとなった。
サッカーW杯でこの交差点に人が集まるようになったきっかけは2002年の日韓大会である。渋谷にはもともと店内で試合を観戦できるスポーツバーが多数あり、試合後に客がこの交差点に集まって気勢をあげるということがあった。日韓大会の予選リーグで日本が勝利した際には、この交差点に1000人以上が集まり勝利を祝ってハイタッチするなどして騒ぎ、一部が暴徒化した。2006年のドイツ大会では日本は予選リーグで1勝もできず、この交差点で盛り上がったらしい記録は無いが、2010年の南アフリカ大会から再びこの交差点での賑わいがマスメディアで取り上げられるようになった。2013年8月4日には日本のブラジル大会出場が決まった試合があったが、その際には混雑による混乱を避けるためこの交差点の封鎖が初めて実施され、またそこで交通整理にあたった所謂「DJポリス」のユーモアを交えた働きがマスメディアで繰り返し報じられたことは、この交差点に群衆が集まるという事象を社会的に広く認知させることにつながった。今やW杯での日本の勝利をマスメディアが報じるとき、この交差点の賑わいの映像を添えることは恒例となっている。なお、他のスポーツと違いサッカーでのみこの交差点に人が集まる理由について、サポーターたちが揃いの日本代表ユニフォームを着用し、同じ応援歌を合唱するというサッカーならではの文化的背景を民俗学者の高久舞は挙げている。ハロウィンの時期、パレード等のイベントも無いのに思い思いに仮装した若者がこの交差点へ集まり盛り上がるようになったのは、2014-2016年頃からとの認識を渋谷区観光協会は示している。この交差点でのハロウィンの仮装の写真や動画の投稿を SNS上で追った研究によると、そうした投稿は2008年から確認できるものの、急激に増え始めたのは2013年だった。渋谷では元々、ハロウィンの仮装イベントをクラブで開くことが以前からあり、イベント終了後に街へ繰り出した参加者を格好の「映える被写体」として多くの通行人が何度も SNS でシェアするにつれ、「渋谷に行けば仮装した人が沢山いる」という誤解が世間に広がって行き、実際に人が集まるようになったのだろうと日本ハッピーハロウィン協会は述べている。ハロウィンの仮装のムーブメントが始まったことを以って、この交差点は「年越し、W杯を“祝う場”から“人が集まり、何かが起こりそうな、面白そうな空間”へと変容した」と高久は分析した。コラムニストの泉麻人は「若者にとって渋谷のスクランブル交差点はショーの『舞台』のようなもの」と述べた。
撮影や配信が行われ、書類送検されることも起きている。
- 1996年、テレビ番組『ぐるぐるナインティナイン』で、池谷幸雄が渋谷スクランブル交差点で大縄跳びをしたり渋谷駅周辺の歩道橋の手すりで平均台をしたりした企画が放送され、書類送検された。池谷の事情聴取では、信号が赤になってからの撤収が遅く都営バスの運行を妨害した点を指摘されたという[57]。

- 2019年、『スクランブル交差点にガチベッドで寝てみた』という動画を3月28日に公開したYouTuberのジョー(ジョーブログ)らが、道路交通法違反で4月22日に出頭したことが報道された[58]。

- 2020年7月に迷惑系YouTuberが人が寝た布団を仲間と運んだりする動画を公開し、10月に書類送検された[59]。

- 2020年10月31日ハロウィンの人混みで、生配信をしていた男性が、道路に寝そべったことで書類送検された[60]。

### 迷惑行為規制・対処
2019年6月19日、ハロウィン期間や年末年始の間など「イベント」と見なされて、人が殺到する期間に路上飲酒を禁止する条例（渋谷駅周辺地域の安全で安心な環境の確保に関する条例）が渋谷区議会によって可決され、成立した。翌20日、公布・施行された。またハロウィン期間中は夜間は斜め横断を禁止する措置が取られている。
渋谷区役所は2023年のハロウィンを挟んだ10月28日早朝から11月1日早朝まで、人が滞留しにくくするためハチ公像に仮囲いを設けた。
渋谷スクランブル交差点周辺での風紀・治安をめぐる問題点としてはこのほか、道玄坂入り口の歩道に設置されている、渋谷区役所環境整備課管理の喫煙所が指摘されている。スペースからはみ出した喫煙者を注意した啓発員が暴言を吐かれることがあるほか、喫煙者が自動車に轢かれる交通事故が2023年10月7日に起きた。

## 歴史
この交差点を東西に走る道は、古くは大山街道、大山道中、さらに古くは矢倉沢往還と呼ばれ、西は秦野、小田原を経て東海道に合していた。江戸時代におけるいわば東海道の主要なバイパスの一つであるが、馬が牽く荷車がようやくすれ違える程度の道幅しかなく、秦野の葉タバコ、多摩川の鮎を江戸市中に運ぶなど、産業道路として機能していた。明治初年においても、江戸から改称された東京市の市街地は、渋谷東方の青山かせいぜい宮益町のあたりまでに留まっていた。

### 鉄道開通から空襲まで
1885年（明治18年）3月、東海道線と東北線を接続する品川駅-赤羽駅間の品川線開通と共に、渋谷駅がひっそりと開業したが、当時の駅舎は現在の位置より200メートルほど南に置かれ、一帯は渋谷川に沿って南北に開けた農村集落に過ぎなかった。しかし日清・日露戦争を経験した明治半ば以降になると、手狭になった東京都心から郊外への陸軍兵営の移転や、郊外での兵営の新設が相次ぐようになり、目黒や駒場の大山街道沿いには騎兵実施学校、近衛輜重兵営、騎兵第一連隊兵営、陸軍獣医学校などが、さらに先の世田谷には陸軍第二衛戍病院、野戦砲兵第一旅団司令部、近衛野戦砲兵営、野戦砲兵第十三、十四、十五連隊兵営などが続々と設置されるようになった。そしてそれらの兵士たちが休日に繰り出す歓楽地として、また渋谷駅があり地方からの便がよいことから入営・除隊の送迎に集う場として、この交差点を含め道玄坂から宮益坂にかけての一帯は東京西郊の盛り場に発展し始めた。1907年に玉電がそれらの兵営をつなぐようにして渋谷まで開業したことも、そうした渋谷の賑わいを後押しした。

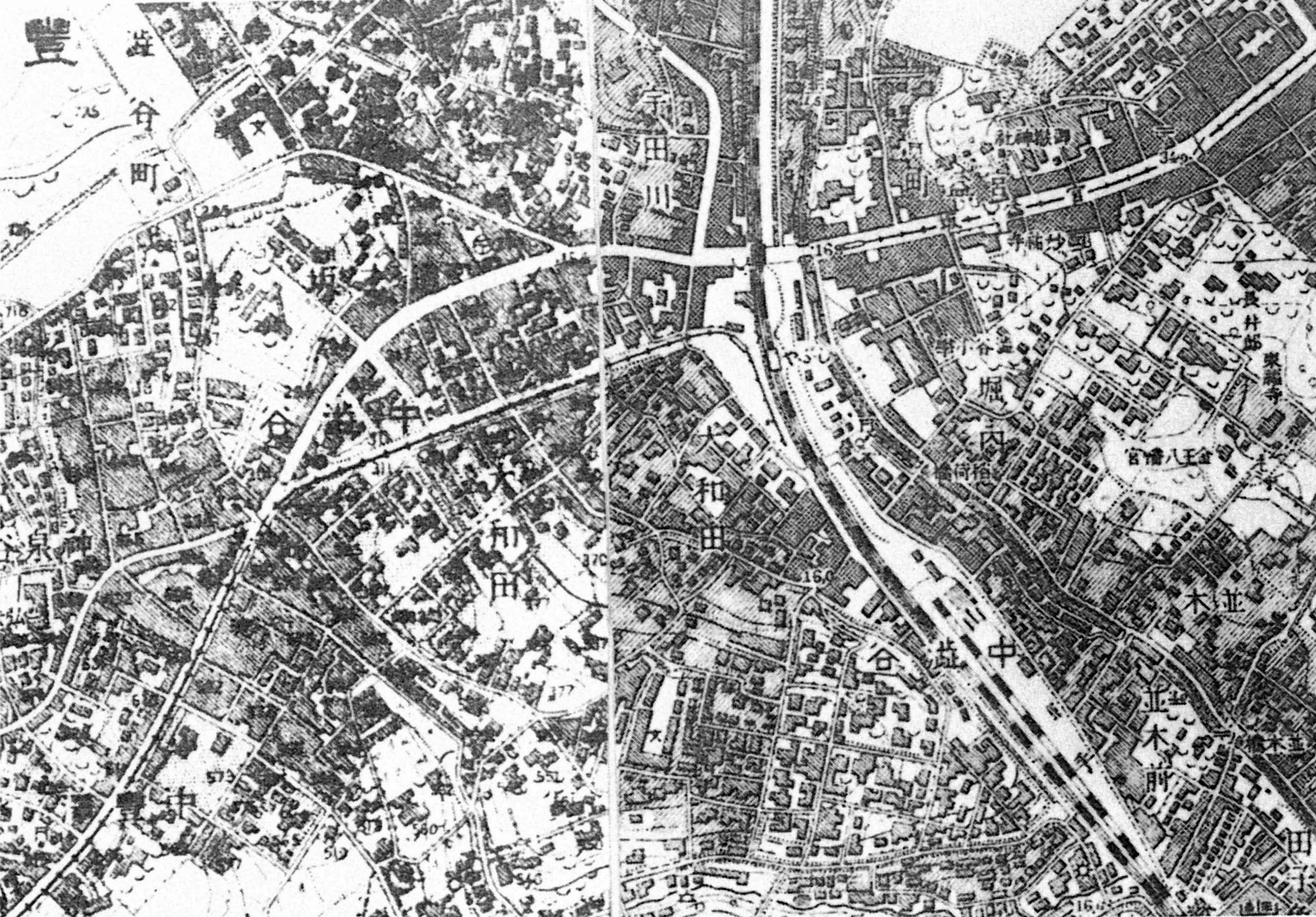
駅周辺の地図（1921年）

1921年（大正10年）、山手線の旅客輸送力増強を目的とする旅客線と貨物線の分離工事および宮益坂下の踏切の高架化工事に伴ない、渋谷駅はほぼ現在の位置に造られた新駅舎へ移動し、この交差点は初めて渋谷駅と相対して行き来できるようになった。さらに高架化によって大山街道の往来が自由になったため、それまで宮益坂下を終点としていた東京市電は1922年に山手線のガードをくぐるように延長され、渋谷駅西口正面（現在のハチ公前広場）が新しい終点になった。これにより渋谷駅近傍から青山・都心方面への便が格段に向上し、国電と市電の乗り継ぎ場として多くの人が行き交うようになったガード下周辺には飲食店が立ち並んだ。

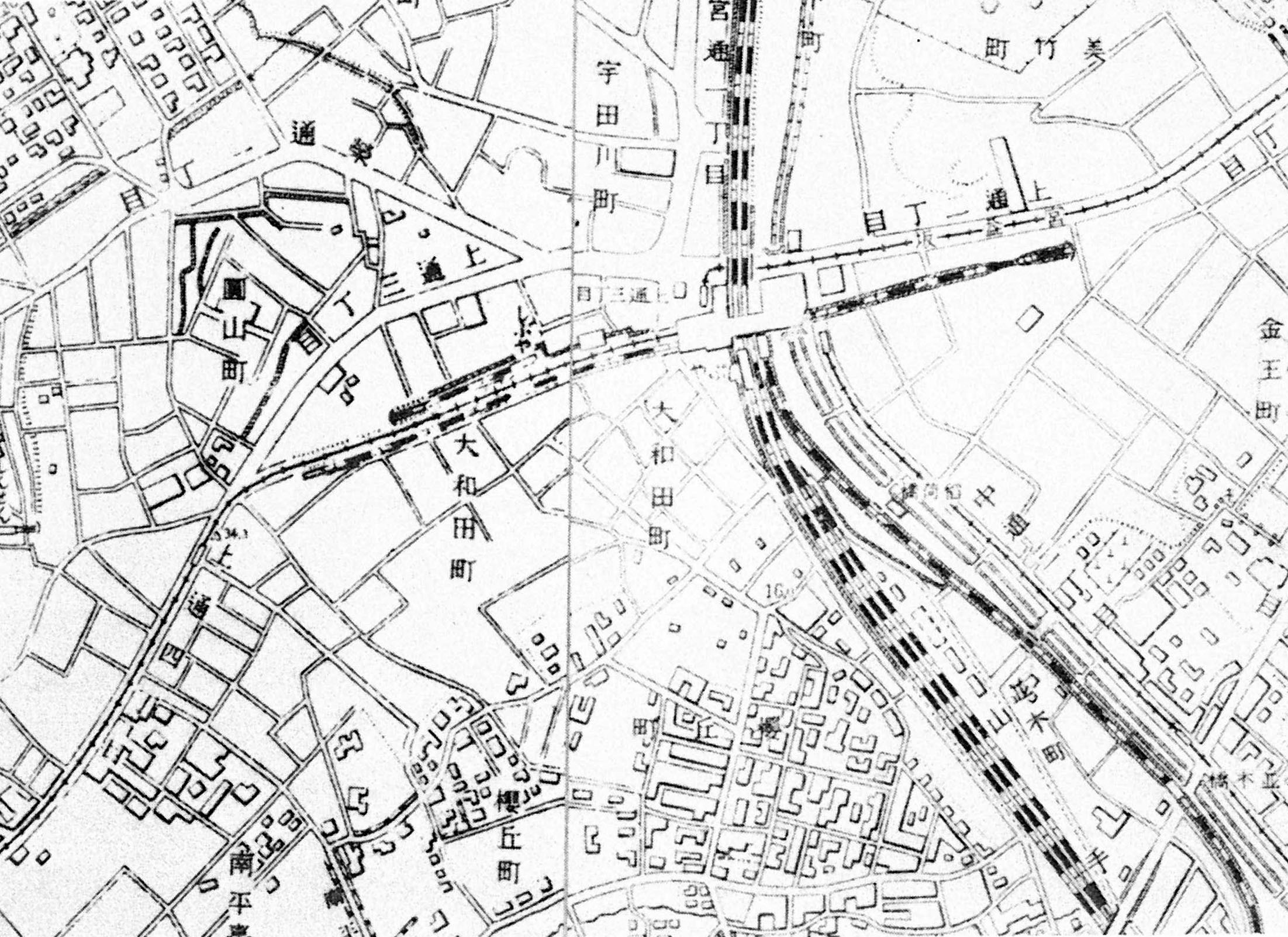
駅周辺の地図（1945年）

かくして渋谷駅前からこの交差点を経て宇田川町、「渋谷の浅草」と呼ばれた百軒店を擁する道玄坂にかけての一帯は明治末から昭和にかけて渋谷の発展をリードし、旧態依然な家屋の密集地帯になっていた。しかし太平洋戦争末期には建物の強制疎開と空襲によって、鉄筋コンクリートだった一部の建物を除き、それらはほぼ一面が瓦礫と化した。

### 戦後

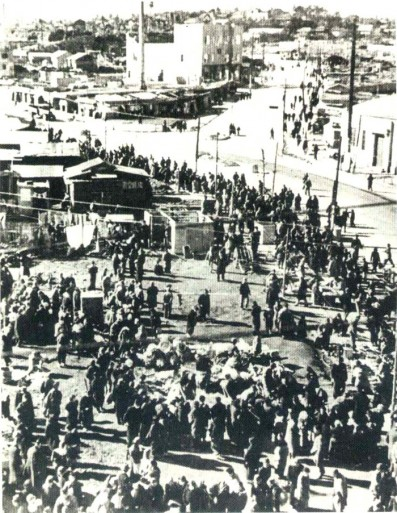
闇市が立ち並んだ1945年に渋谷駅前から写した道玄坂方面

1945年8月に終戦を迎えると、ターミナル駅として人が集まる渋谷駅周辺はたちまち闇市で埋め尽くされ、特に台湾人グループが第三国人としての特権的立場を利用して勢力を伸ばした。彼らは「駅前マーケット」と呼ばれた闇市を統制するのみならず、駅前ロータリーからこの交差点を経て渋谷消防署に至る一帯を「中国租界」にしようと画策したが、警察および新橋の松田組と武力衝突し、1946年7月の渋谷事件によって摘発され、台湾人の駅前マーケットは姿を消した。
その後、公道上の露店は GHQ の指示により交通保安、防火活動、衛生管理、都市美観保持を理由として1949年から整理が行なわれることになり、それらの露店は代替地や厚生資金を斡旋することでマーケット化を図るものとして、飲食系の露店は「屋台飲食店街」（のんべい横丁）へ、物品販売系の露店は「渋谷地下街」（しぶちか）を建設し移転すると決まり、渋谷の露店整理事業が進められた。都内の常時露店は1951年末までに全て撤去されたが、渋谷の露店は特例的に西口広場での営業認可を受けるなどして存続し、最終的に、1957年12月11日に開業した「しぶちか」へ移転した。「しぶちか」は日本最初の本格的な大型地下商店街として多くの客を惹きつけた。

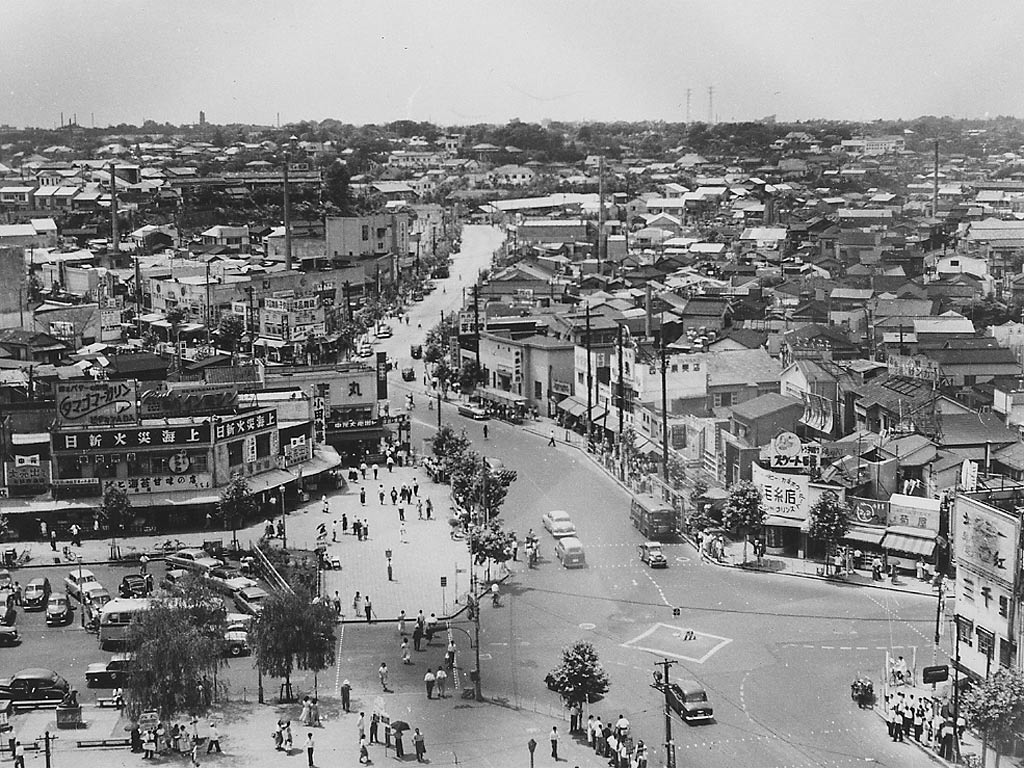
1952年の駅前交差点

終戦後に建てられたバラックが撤去された後、一帯は区画整理が行なわれた。戦災復興が進むにつれ駅周辺の交通渋滞は深刻化し、特に駅前広場の拡張と、宮益坂からのこの交差点を経て道玄坂に至る区間の道路拡幅がなかなかままならなかったが、1956年3月末までにはビルの取り壊しや家屋の移転により拡幅の見通しが立った。他に当時の当交差点周辺には以下のような変化があった。
- 2代目ハチ公像完成除幕。当初は交差点の南西側に設置された（1948年8月）
- 交差点角地にあった山一証券ビルが曳家によって玉電ビル脇へ移設（1950年頃。その後1956年に解体）[74]
- ハチ公像のあった交差点南西に駐車スペースを開設し、ハチ公は交差点南東側（現在の「ハチ公前広場」）に移設（1950年頃）
- 交差点周辺にて「しぶちか」建設工事（1956年9月20日[86]〜）
- 現在のハチ公前広場にあった都電の終点を駅東口の都電ターミナルに移設（1957年3月）[87]
- 「しぶちか」完成（1957年12月）。広場のレイアウトも変更され、広場内に駐車スペースが新設された。ハチ公は再度移設。

1960年代半ばまでは交差点の周囲は2-3階建てのビルがほとんどだった。

### 高度成長期の発展
1964年の東京オリンピックが近づくと、それを名目として広場のレイアウトは再度変更された。駐車スペースは7年たらずで廃止され、方形の噴水を備えた待ち合わせエリアが新たに整備された。
1960年代半ばになると、経済成長と交通網の整備が進んだことにより、都心の百貨店には他県近郊からの客層が大幅に増えるようになった。もともと渋谷は谷あいの狭隘な地のため消費者を受け入れる商業地としての力が弱く、沿線の若者は渋谷を素通りして新宿や銀座へ遊びに行ってしまうことが多かったが、ここにきて渋谷にも百貨店進出の機運が高まった。まず最初に、丸井渋谷店が1967年2月に開業し、次いで渋谷を本拠とする東急が大向小学校跡地に東急百貨店本店を1967年11月に開業した。そして、堤清二が1966年に社長へ就任してから拡大路線をとっていた西武が1968年4月19日に、この交差点のすぐ北100メートルの井之頭通り入口に西武百貨店を開業した。西武百貨店は多くの媒体を駆使したコマーシャル展開を行ない、それまでせいぜい盛り場の北限に過ぎなかったその一帯がにわかに活況を呈し始めた。西武百貨店が開業したことで地下街入口の通行量は3-5割増加し、開業1か月前には峰岸ビル前（現在の QFRONT 前）の人通りは平日22,000人、休日21,000人だったが、開業1か月後にはそれぞれ74,000人、125,000人に激増した。1973年、さらに北にオープンした渋谷パルコも爆発的人気を呼んで周辺を活性化させ、センター街にも若者が集まるようになり、急増する通行人に対応するため1973年にこの交差点はスクランブル化された。この頃から「流行の発信地」という渋谷のブランドイメージが確立するようになった。

### 現代

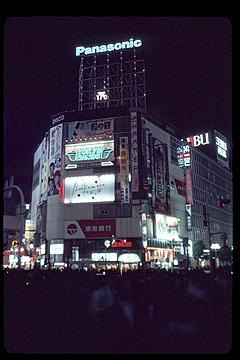
1992年の交差点（正面が峰岸ビル）

1989年、平成時代の始まりとほぼ前後して、広場レイアウトには再度の変更が行われた。これにより噴水は廃止され、ハチ公像は広場西寄りで東を向いて駅舎に対面する現在の形となった。
1998年の意識調査によると当時、渋谷の象徴と見做されていたのは専ら渋谷109、ハチ公、センター街であり、この交差点の認知度は高いとは言えなかったが、21世紀に入りサッカーW杯やハロウィンでこの交差点に集う群衆がマスメディアやSNSで度々取り上げられ、この交差点は渋谷のシンボルとして内外に広く知られるようになった。
2027年完成を目指し進められている渋谷駅周辺の再開発の一環として、現在のハチ公前広場は西口駅前広場として2027年までに拡張される予定である。

## 映画撮影用のオープンセット施設
2019年9月、栃木県足利市に所在する足利競馬場跡地の1.5ヘクタールの土地に、「渋谷スクランブル交差点」の一帯を忠実に再現した「映画撮影用のオープンセット」が建設された。
当初は、3作品の撮影が終了する2019年内の解体を予定していたが、映画やCMなど、他の団体からも本セット利用を希望する声が多かったことから、足利市が土地や建物を「東京の映像美術会社」に貸し出す形で存続させることが決まった。名称は「足利スクランブルシティスタジオ」となり、2020年6月30日から貸出が開始された。